# Kasia Lenhardt
Katarzyna „Kasia“ Lenhardt (* 27. April 1995 in Leszno, Polen; † 9. Februar 2021 in Berlin) war ein polnisches Model. 2012 nahm sie an der siebten Staffel der Castingshow Germany’s Next Topmodel teil und belegte den vierten Platz.

## Leben
Lenhardt modelte bereits seit ihrem zwölften Lebensjahr. Mit 16 Jahren nahm die Wahl-Berlinerin an der Castingshow Germany’s Next Topmodel teil. Das Staffelfinale am 7. Juni 2012 wurde erstmals mit vier Kandidatinnen (Lenhardt, Sarah-Anessa Hitzschke, Luisa Hartema und Dominique Miller) veranstaltet. Lenhardt belegte den vierten Platz.
2014 war Lenhardt in vier Episoden von Hell’s Kitchen auf Sat.1 und 2016 in drei Episoden von Models im Babyglück auf RTL II zu sehen.
Anfang 2015 wurde Lenhardt Mutter eines Sohnes und begann im selben Jahr in Berlin ein Studium der Betriebswirtschaftslehre. 2017 trennte sie sich vom Vater des Kindes.
Im Oktober 2019 waren erste gemeinsame Bilder von Lenhardt und dem Fußballer Jérôme Boateng zu sehen. Anfang Februar 2021 gab Boateng das Ende der Beziehung bekannt.
Am 9. Februar 2021 wurde Lenhardt im Alter von 25 Jahren tot in einer Wohnung im Berliner Stadtteil Charlottenburg aufgefunden. Sie starb durch Suizid. Ihr Tod stieß eine Diskussion über Cybermobbing und das Verhalten der Boulevardmedien nach Bekanntwerden der Trennung von Boateng an. Ein laut der Wochenzeitung Die Zeit am 20. Dezember 2019 eröffnetes und im Juni 2020 vorläufig eingestelltes Ermittlungsverfahren gegen Boateng wegen des Verdachts einer vorsätzlichen Körperverletzung gegen Lenhardt wurde einen Tag nach ihrem Tod wiederaufgenommen. Es wurde im Frühjahr 2025 von der Staatsanwaltschaft München I wegen fehlender Beweise für eine solche Tat endgültig eingestellt. 2022 nutzte Correctiv die Beziehung zwischen Lenhardt und Boateng als Beispiel für Machtmissbrauch durch Profifußballer.